# العتاولة (مسلسل)
العتاولة هو مسلسل مصري. عرض في شهر رمضان عام 1445 هـ، من بطولة أحمد السقا وطارق لطفي ومي كساب وباسم سمرة وزينة، ومن إخراج أحمد خالد موسى.

## قصة المسلسل
في إطار من التشويق والإثارة، يتبع العمل قصة الشقيقان (خضر) و(نصار)، واللذان يعملا في مجال النصب والجريمة، مما يضعهما في العديد من العقبات والمخاطر.

## طاقم التمثيل
- أحمد السقا في دور نصار فتيحة
- طارق لطفي في دور خضر فتيحة
- باسم سمرة في دور عيسى الوزان
- مي كساب في دور عائشة
- زينة في دور حنة
- فريدة سيف النصر في دور سترة
- مريم الجندي في دور شادية
- مصطفى أبو سريع في دور عاطف
- نهى عابدين في دور مديحة
- صلاح عبد الله في دور خميس
- ميمي جمال في دور نجاة

## وصلات خارجية
- العتاولة على موقع IMDb (الإنجليزية)
- العتاولة على موقع قاعدة بيانات الأفلام العربية
- العتاولة على موقع قاعدة بيانات الفيلم (الإنجليزية)